# Alice Archenhold
Alice Archenhold (née Markus le 27 août 1874 à Wiesbaden et décédée le 9 février 1943 au ghetto et camp de concentration de Theresienstadt) est une astronome allemande.
Elle s'est mariée à l'astronome allemand Friedrich Simon Archenhold (en) en juillet 1897.